# Carlo Gevaert
Karel Eduard Cornelius (Carlo) Gevaert (Antwerpen, 8 februari 1906 - Thysstad, 22 april 1949) was een Belgisch industrieel en bestuurder.

## Levensloop
Hij was de zoon van Lieven Gevaert, stichter van het bedrijf  L. Gevaert en Cie in 1894. Samen met zijn broer Jos Gevaert werd hij na de dood van zijn vader in 1935 bestuurder van het bedrijf dat sinds 1920 Gevaert Photo-producten heette.
Op 18 juni 1938 werd hij samen met Jef Beuckeleers aangesteld als ondervoorzitter van het Vlaams Economisch Verbond (VEV). Bij deze organisatie volgde hij op 1 februari 1941 Baldewijn Steverlynck op als voorzitter nadat deze van de Duitse bezetter een verbod had opgelegd gekregen op het verder uitoefenen van het voorzitterschap. Gevaert zou de functie uitoefenen gedurende de ganse Tweede Wereldoorlog. In 1945 werd hij in deze hoedanigheid opgevolgd door Pieter Delbaere. 